# Eucalyptus melanophloia
Eucalyptus melanophloia là một loài thực vật có hoa trong Họ Đào kim nương. Loài này được F.Muell. mô tả khoa học đầu tiên năm 1859.

## Hình ảnh

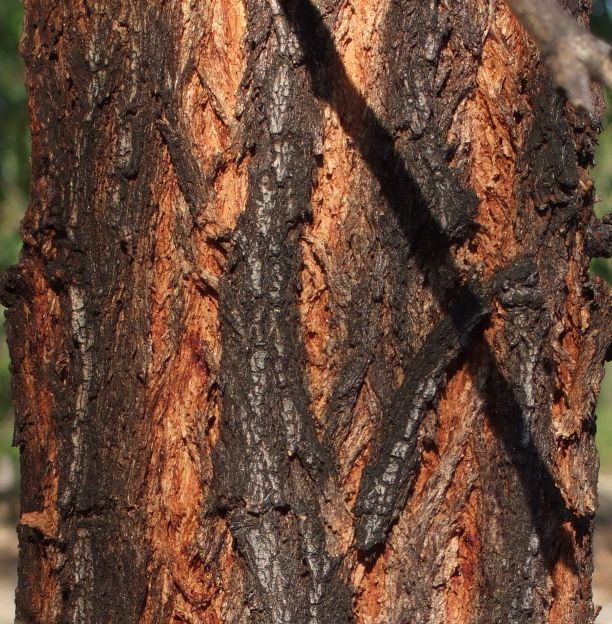
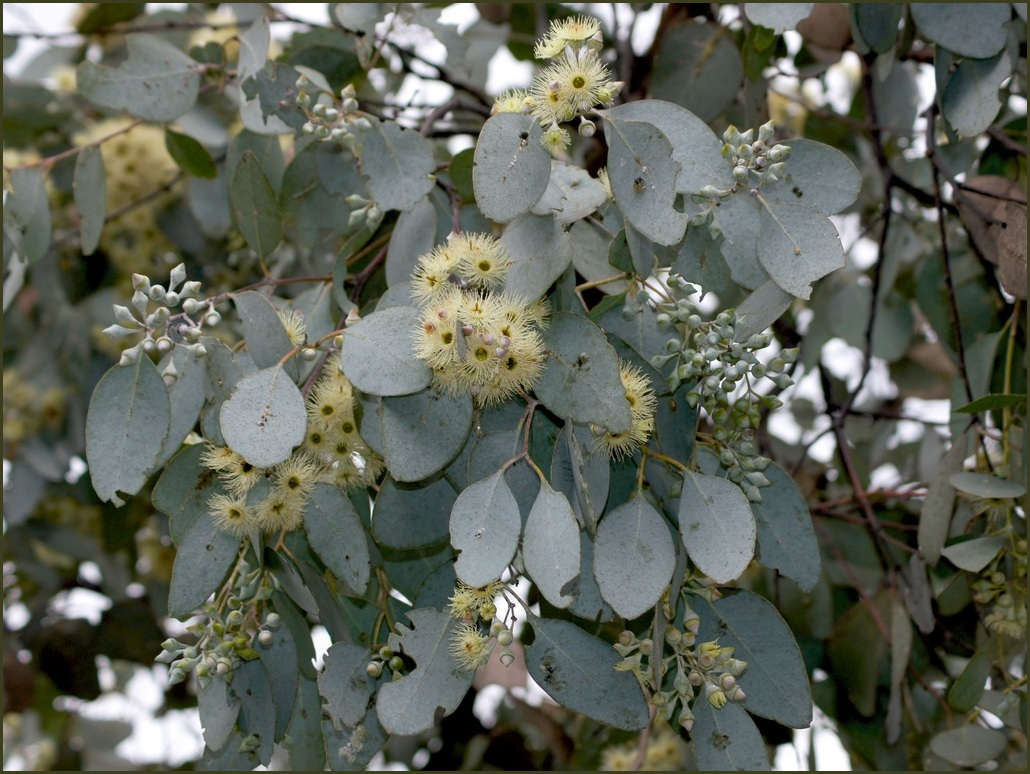
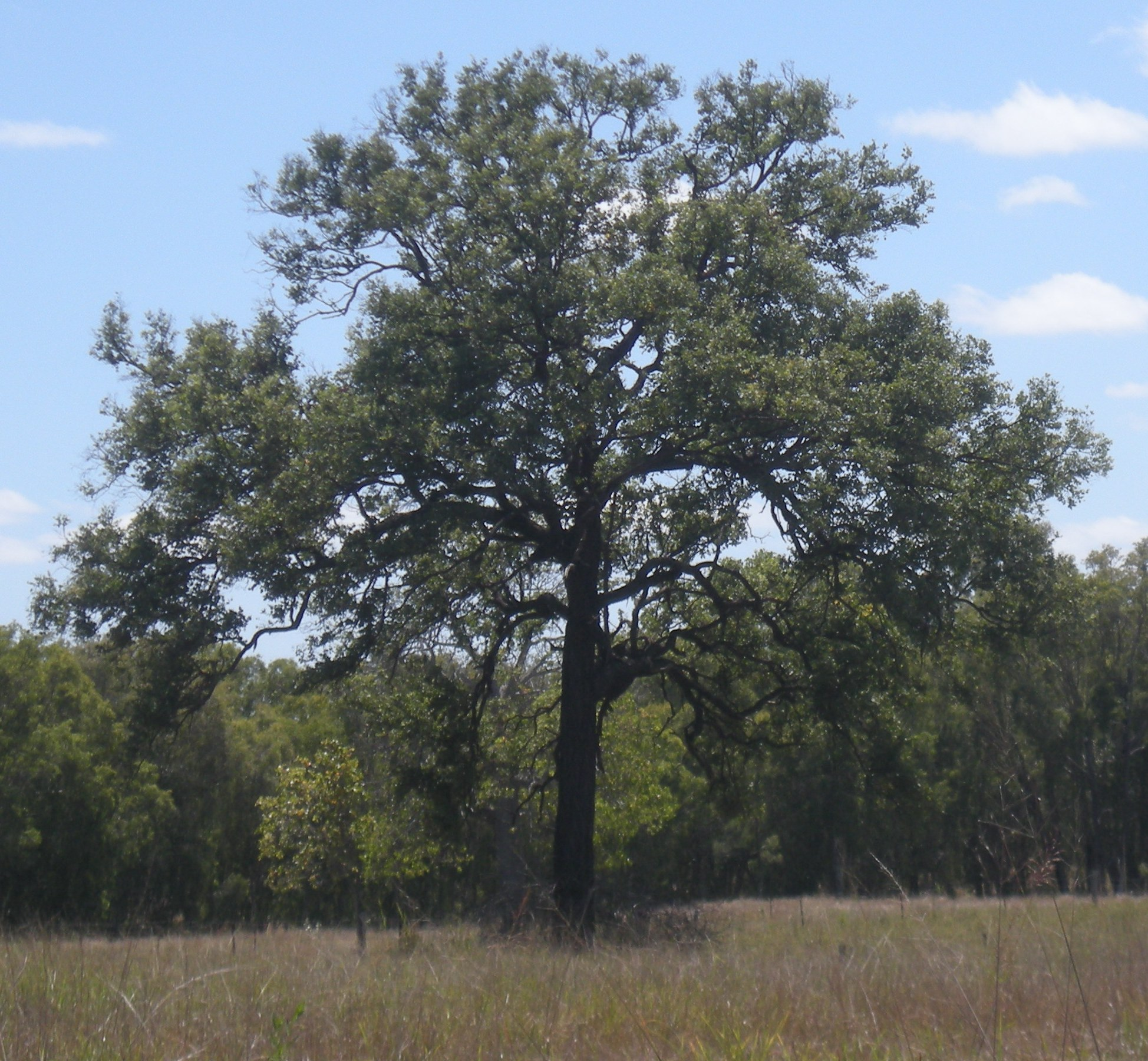
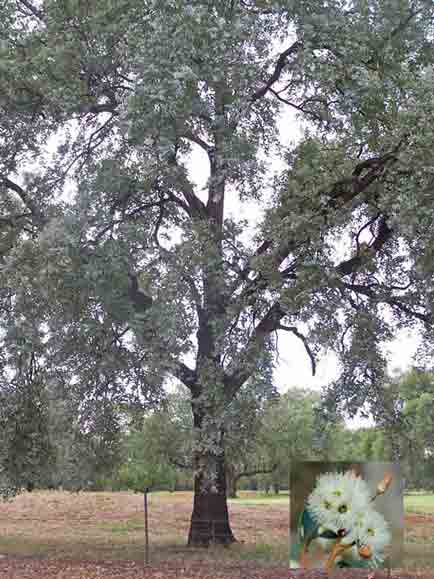